# Skisprung-Alpencup
Der Skisprung-Alpencup (englisch FESA Alpen Cup Ski Jumping) ist eine internationale Nachwuchsserie der Federation of European Ski & Snowboard Associations in Kooperation mit der Fédération Internationale de Ski im Skispringen. Die Wettkämpfe dienen dem Nachwuchs der Skispringer zum Leistungsvergleich innerhalb der Skiverbände der Alpenländer.

## Organisation
Der Alpencup wurde erstmals 1977 ausgetragen und umfasst inzwischen nur noch Wettkämpfe im Juniorenbereich. Die Serie trägt sowohl Wettkämpfe im Winter als auch Mattenspringen im Sommer aus. Dabei findet bei den Junioren der erste Wettkampf der Saison am ersten oder zweiten Septemberwochenende statt. Die Juniorinnen starten inzwischen meist mit einer Sommer-Tournee im August in die Saison. Sowohl bei den Männern als auch bei den Frauen ist die Saison in zwei Perioden eingeteilt. Die Wettbewerbe im Alpencup zeichnen sich im Gegensatz zu sonstigen Wettkampfserien dadurch aus, dass für den Finaldurchgang alle Wettkämpfer startberechtigt sind. Nachdem es bereits zwischen 2001 und 2004 einen Damen-Alpencup gab, findet dieser seit der Saison 2012/13 wieder regelmäßig statt.
Zur Ermittlung des Alpencup Gesamtsiegers werden alle im Sommer und Winter ausgetragenen Einzelwettkämpfe herangezogen, es gibt kein Streichresultat. Wenn zwei oder mehrere Wettkämpfer nach dem Finale gemeinsam die gleiche Punkteanzahl erreichen, sind alle auf demselben Rang zu platzieren. Für den Nationencup zählen im Einzel die besten acht Athleten (Alpencup Damen die besten fünf Athletinnen) pro Wettkampf und Nation und das beste Team beim Teamwettbewerb pro Nation. Der Nationencup wird für die Bewerbe Herren sowie Damen Sprunglauf vergeben.
Die Mitgliedsverbände des Cups sind aktuell Andorra, Deutschland, Österreich, Schweiz, Frankreich, Italien, Liechtenstein, Slowenien, Spanien, Tschechien, Polen und Ungarn, andere Verbände sind jedoch auch startberechtigt. Die Starterquote liegt bei 15, wobei das Veranstalterland zusätzlich ein Nationenpaket von fünf Teilnehmern hat. Darüber hinaus veranstaltet die FESA Nordische Skispiele (auch FESA Games), die für einige Athleten die ersten Chancen auf internationale Medaillen darstellt.
Momentan sind Jürgen Winkler als Skisprung-Koordinator und Julia Huber als Zuständige für die Ausrüstungskontrolle für den Alpcencup verantwortlich.
Die Ladies-Alpencup-Tournee ist eine innerhalb des Alpencups der Damen ausgetragene Sommer-Wettbewerbsserie, die seit dem Jahr 2015 jährlich im August stattfindet.

## Das Punkteschema
Einzelwertung
In jedem Wettbewerb erhalten die besten 30 Teilnehmer Punkte nach folgendem Punkteschema:
| Platz  | 1   | 2  | 3  | 4  | 5  | 6  | 7  | 8  | 9  | 10 | 11 | 12 | 13 | 14 | 15 | 16 | 17 | 18 | 19 | 20 | 21 | 22 | 23 | 24 | 25 | 26 | 27 | 28 | 29 | 30 |
| Punkte | 100 | 80 | 60 | 50 | 45 | 40 | 36 | 32 | 29 | 26 | 24 | 22 | 20 | 18 | 16 | 15 | 14 | 13 | 12 | 11 | 10 | 9  | 8  | 7  | 6  | 5  | 4  | 3  | 2  | 1  |

Teamwettbewerb
In die Nationenwertung fließen pro Wettkampf die besten acht Athleten aus der Einzelwertung (bei den Frauen die besten fünf Athletinnen) sowie das beste Team beim
Teamspringen pro Nation in die Wertung ein.
| Platz  | 1   | 2   | 3   | 4   | 5  | 6  | 7  | 8  | 9  | 10 | 11 | 12 | 13 | 14 | 15 | 16 | 17 | 18 | 19 | 20 | 21 | 22 | 23 | 24 | 25 | 26 | 27 | 28 | 29 | 30 |
| Punkte | 200 | 150 | 130 | 110 | 90 | 70 | 60 | 50 | 40 | 30 | 25 | 20 | 15 | 10 | 5  | –  | –  | –  | –  | –  | –  | –  | –  | –  | –  | –  | –  | –  | –  | –  |

## Alpencup-Gewinner

### Herren
| Saison  | Sieger             | Zweiter                                          | Dritter                  | Nationenwertung |
| ------- | ------------------ | ------------------------------------------------ | ------------------------ | --------------- |
| 1978/79 | Fritz Esser        | Andreas Felder                                   | Manfred Steiner          |                 |
| 1979/80 | Andreas Felder     | Thomas Klauser                                   | Peter Rohwein            |                 |
|         |                    |                                                  |                          |                 |
| 1990/91 | Damjan Fras        | Gerd Siegmund                                    | Mark Nölke               |                 |
| 1991/92 | Andreas Beck       | Christian Reinthaler                             | Jérôme Gay               |                 |
| 1992/93 | Adolf Grugger      | Andreas Beck Gerhard Gattinger Gerhard Schallert | –                        |                 |
| 1993/94 | Andreas Widhölzl   | Anže Zupan                                       | Reinhard Schwarzenberger |                 |
| 1994/95 | Jaka Grosar        | Karl-Heinz Dorner                                | Primož Peterka           |                 |
| 1995/96 | Primož Peterka     | Matija Stegnar                                   | Markus Eigentler         |                 |
| 1996/97 | Wolfgang Loitzl    | Markus Eigentler                                 | Falko Krismayr           |                 |
| 1997/98 | Georg Späth        | Martin Koch                                      | Tadej Lenič              |                 |
| 1998/99 | Primož Urh-Zupan   | Florian Liegl                                    | Stefan Kaiser            |                 |
| 1999/00 | Manuel Fettner     | Stefan Kaiser                                    | Stefan Thurnbichler      |                 |
| 2000/01 | Jörg Ritzerfeld    | Mathias Hafele                                   | Maximilian Mechler       |                 |
| 2001/02 | Maximilian Mechler | Rok Benkovič                                     | Christoph Strickner      |                 |
| 2002/03 | Rok Urbanc         | Jaka Oblak                                       | Roland Müller            |                 |
| 2003/04 | Tobias Bogner      | Jurij Tepeš                                      | Julian Musiol            |                 |
| 2004/05 | Arthur Pauli       | Jurij Tepeš                                      | Nejc Frank               | Slowenien       |
| 2005/06 | Mario Innauer      | Arthur Pauli                                     | Thomas Thurnbichler      | Österreich      |
| 2006/07 | Mitja Mežnar       | Thomas Thurnbichler                              | David Unterberger        | Deutschland     |
| 2007/08 | David Unterberger  | Danny Queck                                      | Manuel Poppinger         | Österreich      |
| 2008/09 | Lukas Müller       | Richard Freitag                                  | Michael Hayböck          |                 |
| 2009/10 | Thomas Diethart    | Johannes Obermayr                                | Thomas Lackner           |                 |
| 2010/11 | Thomas Lackner     | Stefan Kraft                                     | Jaka Hvala               |                 |
| 2011/12 | Anže Lanišek       | Jaka Hvala                                       | Rok Justin               |                 |
| 2012/13 | Cene Prevc         | Matic Benedik                                    | Elias Tollinger          |                 |
| 2013/14 | Patrick Streitler  | Elias Tollinger                                  | Sebastian Bradatsch      |                 |
| 2014/15 | Simon Greiderer    | Cene Prevc                                       | Paul Brasme              |                 |
| 2015/16 | Jonathan Siegel    | Adrian Sell                                      | Jan Kus                  | Deutschland     |
| 2016/17 | Žiga Jelar         | Timi Zajc                                        | Markus Rupitsch          | Slowenien       |
| 2017/18 | Sandro Hauswirth   | Jan Kus                                          | Aljaž Osterc             | Slowenien       |
| 2018/19 | David Haagen       | Dominik Peter                                    | Luca Roth                | Österreich      |
| 2019/20 | Marco Wörgötter    | Mark Hafnar                                      | Žak Mogel                |                 |
| 2020/21 | Markus Müller      | Marco Wörgötter                                  | Julijan Smid             | Österreich      |
| 2021/22 | Maximilian Ortner  | Mark Hafnar                                      | Maksim Bartolj           | Slowenien       |
| 2022/23 | Stephan Embacher   | Maksim Bartolj                                   | Louis Obersteiner        |                 |
| 2023/24 | Jannik Faisst      | Simon Steinberger                                | Johannes Pölz            |                 |

### Damen
| Saison  | Siegerin                     | Zweite                  | Dritte             | Nationenwertung |
| ------- | ---------------------------- | ----------------------- | ------------------ | --------------- |
| 2000/01 | Daniela Iraschko             | Eva Ganster             | Heidi Roth         |                 |
| 2001/02 | Daniela Iraschko Eva Ganster | –                       | Angelika Kühhorn   |                 |
| 2002/03 | Daniela Iraschko             | Eva Ganster             | Katrin Stefaner    |                 |
| 2003/04 | Daniela Iraschko             | Monika Pogladič         | Eva Ganster        |                 |
|         |                              |                         |                    |                 |
| 2012/13 | Ema Klinec                   | Ramona Straub           | Chiara Hölzl       |                 |
| 2013/14 | Elisabeth Raudaschl          | Melanie Häckert         | Anna Rupprecht     |                 |
| 2014/15 | Agnes Reisch                 | Elisabeth Raudaschl     | Luisa Görlich      | Deutschland     |
| 2015/16 | Agnes Reisch                 | Lara Malsiner           | Julia Huber        | Deutschland     |
| 2016/17 | Selina Freitag               | Jerneja Brecl           | Katra Komar        | Deutschland     |
| 2017/18 | Lisa Eder                    | Jenny Nowak             | Alexandra Seifert  | Deutschland     |
| 2018/19 | Lisa Hirner                  | Jerneja Repinc Zupančič | Josephin Laue      | Deutschland     |
| 2019/20 | Jessica Malsiner             | Annika Sieff            | Vanessa Moharitsch |                 |
| 2020/21 | Nika Prevc                   | Vanessa Moharitsch      | Hannah Wiegele     | Slowenien       |
| 2021/22 | Jerneja Repinc Zupančič      | Nika Prevc              | Nika Vetrih        | Slowenien       |
| 2022/23 | Lilou Zepchi                 | Taja Bodlaj             | Tinkara Komar      |                 |
| 2023/24 | Tina Erzar                   | Meghann Wadsak          | Lilou Zepchi       |                 |

## Medaillenspiegel
Stand: Saisonende 2021/22
| Platz | Land        | Sieger | Zweite | Dritte | Gesamt |
| ----- | ----------- | ------ | ------ | ------ | ------ |
| 1.    | Österreich  | 27     | 21     | 22     | 70     |
| 2.    | Slowenien   | 12     | 17     | 11     | 40     |
| 3.    | Deutschland | 08     | 08     | 12     | 28     |
| 4.    | Italien     | 01     | 02     | –      | 03     |
| 5.    | Schweiz     | 01     | 01     | –      | 02     |
| 6.    | Frankreich  | –      | –      | 02     | 02     |